# اسماعیل گرامی‌مقدم
اسماعیل گرامی مقدم متولد ۱۳۴۵ در بجنورد سخنگوی حزب اعتماد ملی، مشاور مهدی کروبی و نماینده سابق مردم بجنورد در مجلس شورای اسلامی وی در انتخابات ریاست جمهوری ۱۳۸۸ از مهدی کروبی حمایت کرد.
از وی به عنوان مشاور مهدی کروبی (از رهبران معترض به انتخابات ۸۸) یاد می‌شود.

## صدور حکم غیابی
محسنی اژه‌ای، سخنگوی دستگاه قضایی، در فروردین ماه ۱۳۹۴ گفته بود که «برخی افراد که در جریان فتنه ۸۸ در مظان اتهام بودند و به خارج از کشور گریخته بودند» در اسفند ماه گذشته «به صورت غیابی محاکمه و محکوم شده‌اند.» گرامی مقدم در این حکم غیابی صادره، به ۵ سال حبس محکوم شده است.

## بازداشت در ایران
اسماعیل گرامی مقدم، سخنگوی حزب اعتماد ملی و مشاور مهدی کروبی، نیمه شب ۲۶ تیر ۱۳۹۴ در بدو ورود به کشور در فرودگاه امام خمینی تهران بازداشت شد. اسماعیل گرامی مقدم که نمایندگی مردم بجنورد در مجلس هفتم را برعهده داشت، ۲۶ تیر ۱۳۹۴ به دنبال پایان مهلت ویزای خود به کشور بازگشت که در فرودگاه توسط مأموران امنیتی بازداشت و به زندان اوین منتقل شد.

## بیماری
اسماعیل گرامی مقدم سالهای اخیر برای ادامه تحصیل در مقطع دکترا به هندوستان سفر کرده بود و پس از آن نیز در مالزی به سر می‌برد. گرامی مقدم از سال ۹۲ از بیماری چشمی و ضعف شدید بینایی رنج می‌برد، به طوری که چشمان وی تقریباً به طور کامل نابینا شد. وی چندی قبل برای درمان بینایی خود به آمریکا سفر کرد و تحت عمل جراحی قرار گرفت و نتیجه‌ای نداشت است. 